# Hans Ledwinka

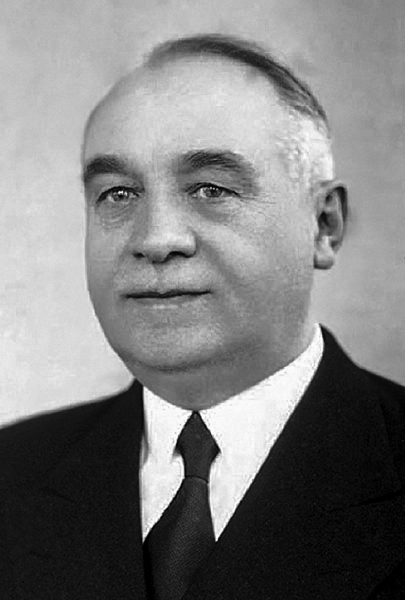
Hans Ledwinka 1942

Johann Nepomuk „Hans“ Ledwinka (* 14. Februar 1878 in Klosterneuburg; † 2. März 1967 in München) war ein österreichisch-deutscher Automobilkonstrukteur. Zusammen mit Siegfried Marcus und Ferdinand Porsche zählt er zu den bedeutenden Automobilpionieren Österreichs.

## Leben und Wirken
Sein Vater Anton Ledwinka, Traiteur zu Klosterneuburg, stammte aus Pirnitz. seine Mutter Leopoldine, geborene Weissmann, war eine Schneidermeisterstochter aus Dobersberg.
Hans Ledwinka studierte an der „k.k. Bau- und Maschinengewerbeschule“ in Wien und arbeitete ab 1897 für die Nesselsdorfer Wagenbau-Fabriks-Gesellschaft. Bereits 1905 war er Chefkonstrukteur des Unternehmens in Nesselsdorf (heute: Kopřivnice) und brachte dort zwischen 1911 und 1914 unter anderem die Vierradbremse zur Serienreife.

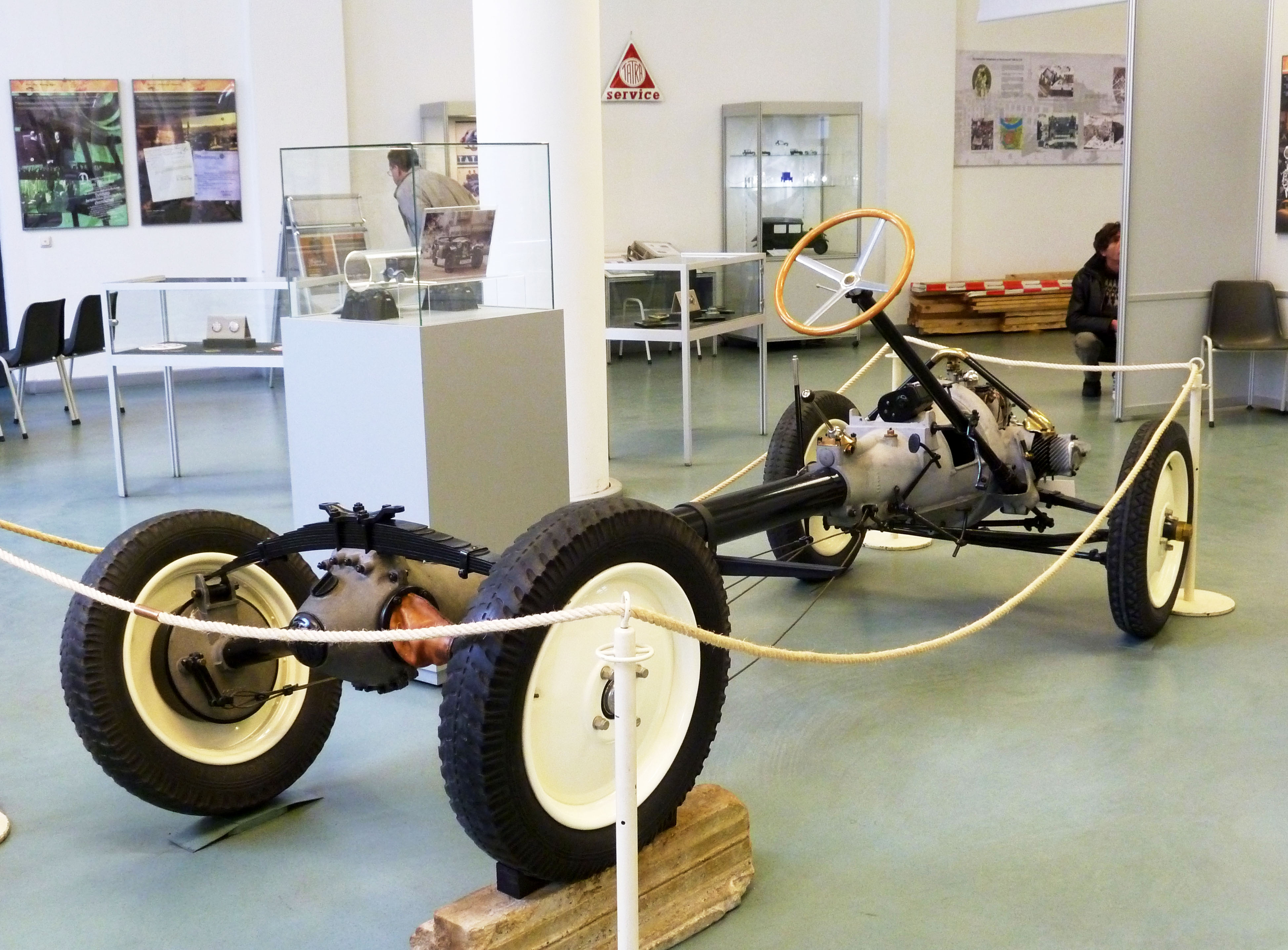
Fahrgestell des Tatra 11 von Herman Ledwinka aus dem Jahr 1923

1917 wechselte er zur Oesterreichischen Waffenfabriks-Gesellschaft (1926 in Steyr-Werke umbenannt, 1934 mit Austro-Daimler-Puchwerke zu Steyr Daimler Puch vereinigt) wo er als Chefkonstrukteur für die Automobilproduktion tätig war. Im Jahr 1920 bekam Ledwinka, obwohl er nur die niedere Wiener „k.k. Staats-Gewerbeschule“ besucht hatte, aufgrund seiner Tätigkeit bei der Österreichischen Waffenfabriks-Gesellschaft das Recht zugesprochen, die Standesbezeichnung „Ingenieur“ zu führen.
1921 nahm Ledwinka ein Angebot der Nesselsdorfer Wagenbau-Fabriks-Gesellschaft an und war bis 1945 als technischer Direktor des später als Tatra firmierenden Unternehmens hauptverantwortlich für die Entwicklung. 1921 konstruierte er den Tatra 11 mit dem damals neuartigen Zentralrohrrahmen, Pendelachse und luftgekühltem Zweizylinder-Boxermotor. 1944 verlieh ihm die Technische Hochschule Wien die Ehrendoktorwürde.

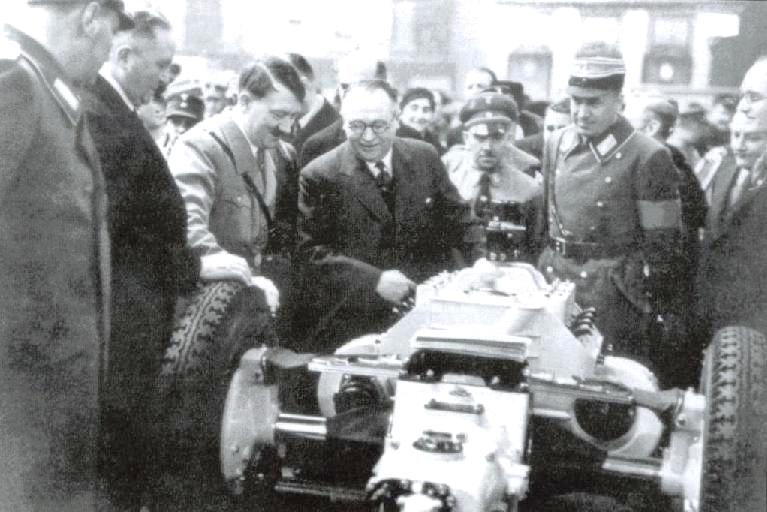
Adolf Hitler und Hans Ledwinka am Motor des Tatra 77

Er konstruierte nach dem Tatra 12 den 57, der zusammen mit dem Tatra V 570 Vorbild für den Luxuswagen Tatra 77, später auch den KdF-Wagen (VW Käfer) war. Die späteren VW Käfer und Porsche 356 ähneln den Entwürfen Ledwinkas.

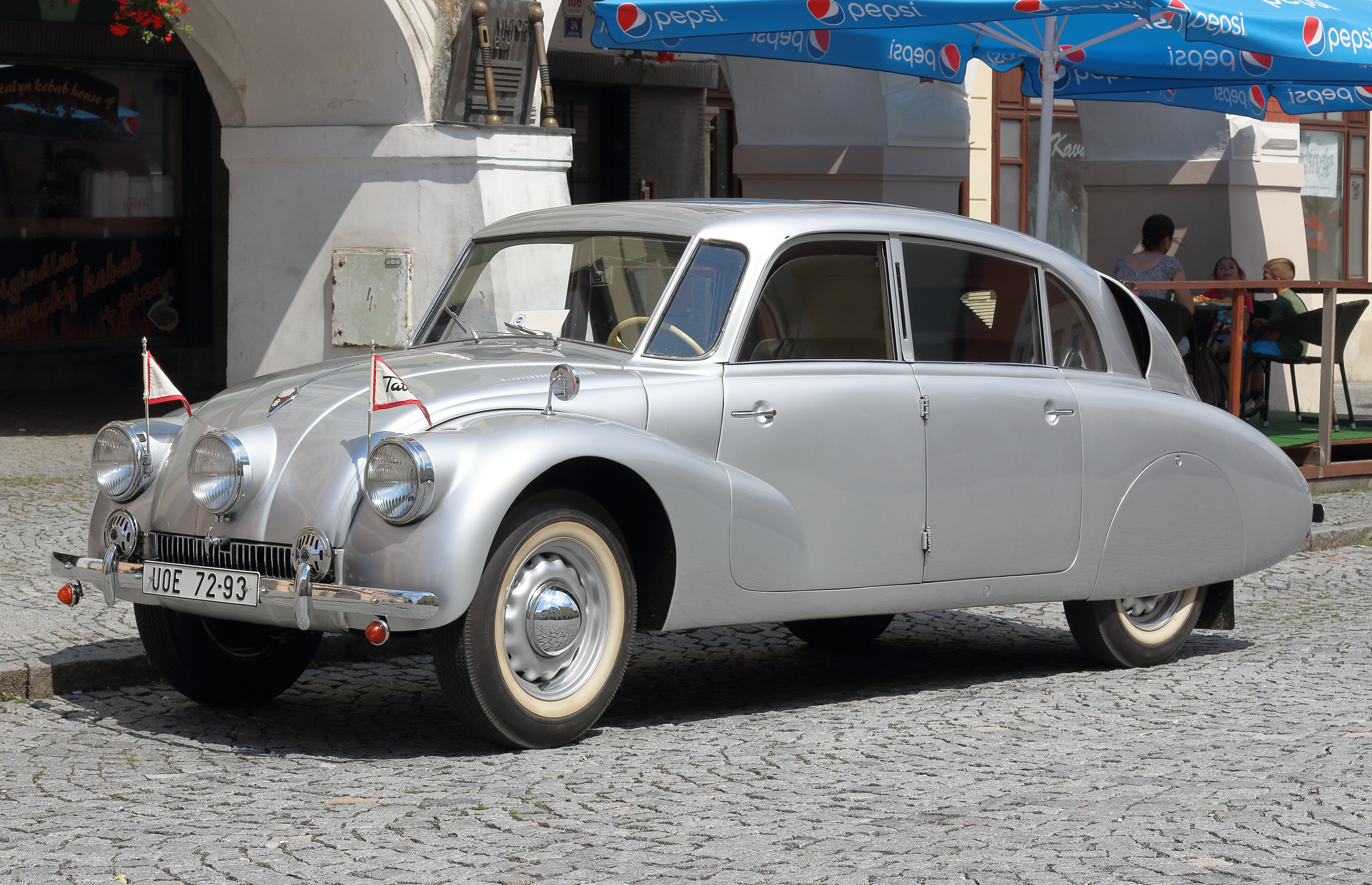
Tatra 87 (von Hans Ledwinka entwickelt)

Der über fünf Meter lange Tatra 77 hatte noch eine Karosserie in Mischbauweise (auf Holzskelett genagelte Blechschalen), war aber mit 1800 kg eindeutig zu schwer und auch zu teuer. Deshalb entwickelte Ledwinka (gemeinsam mit Erich Übelacker) ab 1936 einen neuen Typ, der 1937 in Produktion ging. Der Tatra 87 hatte eine mit Hilfe von Tests im Windkanal entwickelte selbsttragende Stahlkarosserie, die wesentlich günstiger war. Der neukonstruierte V8-Motor hatte eine fünffach gelagerte Kurbelwelle, der Hubraum wurde auf 2968 cm³ verkleinert, und er erhielt im Gegensatz zu seinem Vorgänger zwei obenliegende Nockenwellen. Der Motor war rund 100 kg leichter als der des Vorgängers, und der Tatra 87 wog nur noch 1390 kg; er erreichte mit seinen 55 kW (75 PS) eine Höchstgeschwindigkeit von 160 km/h bei einem Durchschnittsverbrauch von 12 Liter Kraftstoff und 0,25 Liter Öl auf 100 km. Diese hohe Geschwindigkeit, gepaart mit geringem Kraftstoffverbrauch, galt in der Zeit als revolutionär. Zwei über Keilriemen angetriebene seitliche Ventilatoren kühlten die Zylinder, und mit der Verlegung der Kühllufteinlässe an die Seite (was ein unverwechselbares, nur für die Tatra-Wagen typisches Motorgeräusch erzeugte) wurden auch die thermischen Probleme des Vorgängers gelöst. Bis 1950 wurden 3023 Tatra 87 gebaut.
Nach der Befreiung der Tschechoslowakei im Jahr 1945 wurde Ledwinka aufgrund der Beneš-Dekrete enteignet, verzichtete aber auf eine Flucht. Nach dem Februarumsturz in der Tschechoslowakei wurde er im September 1948 in einem Schauprozess von einem „außergewöhnlichen“ Volksgerichtshof wegen Kollaboration mit dem Dritten Reich zu sechs Jahren Haft verurteilt. Ihm wurde vorgeworfen, dass er als „Direktor der Tatra-Werke das NS-Regime unterstützt habe und dadurch Deutschland Kriegshilfe geleistet habe“. Auch als er bereits im Gefängnis saß, konnten die Tatra-Werke jedoch auf seine Fachkompetenz nicht verzichten; während seiner Haft half er mit, den Tatra 600 zu entwickeln.
Kurz vor dem Ende der Verbüßung seiner Haft wurde Ledwinka von einem hohen Beamten des Industrieministeriums der wiedererrichteten Tschechoslowakei im Gefängnis besucht, welcher Ledwinka die Stelle eines Sonderberaters mit „Sonderprivilegien“ (Status V.I.P.) anbot, falls er in der Tschechoslowakei bleibe. Ledwinka lehnte ab. Nach der Verbüßung seiner Haft übersiedelte Ledwinka 1954 zuerst zu seinen Kindern nach Österreich und später nach München.
Ab 1955 arbeitete er, mit 77 Jahren, für den Maschinenbauer Harald Friedrich in dessen Firma Alzmetall an dem Kleinwagen „Spatz“.
1992 rehabilitierte das Oberste Gericht der ČSFR Ledwinka vollständig. Eine besondere Ehrung wurde ihm jedoch in der Tschechischen Republik lange verweigert. Erst im Jahr 2020 ernannte ihn die Stadt Kopřivnice zum Ehrenbürger.

## Familie
Ledwinka heiratete 1901 in Neu Titschein Mizzi Graffe-Fabig. Aus der Ehe gingen die Söhne Fritz und Erich (ebenfalls Automobilkonstrukteur) hervor. Seine Frau starb 1926. 1953 heiratete er die aus dem gleichen Ort stammende Ludwiga Kopka, geb. Neusser.

## Auszeichnungen
- 1944 Doktor der technischen Wissenschaften ehrenhalber der Technischen Hochschule in Wien[3]
- 1952 VDI-Ehrenzeichen[4]
- 1961 Rudolf-Diesel-Medaille
- 1961 Österreichisches Ehrenkreuz für Wissenschaft und Kunst I. Klasse
- 1965 Großes Bundesverdienstkreuz

## Patente
Nachfolgend eine unvollständige Übersicht zu Patenten von Hans Ledwinka; insbesondere nach 1940 sind etliche Patente nicht aufgeführt.
- Patent  AT24876B: Reibungswechselgetriebe für Motorfahrzeuge. Angemeldet am 21. Oktober 1904, veröffentlicht am 10. Juli 1906, Anmelder: Gräf & Stift, Wien, Erfinder: Hans Ledwinka (eines der frühesten Patente von Ledwinka).‌
- Patent  US1642817A: Resilient axle mount for motor vehicles. Angemeldet am 12. April 1926, veröffentlicht am 20. September 1927, Erfinder: Hans Ledwinka (Halbachsenkonstrukion zur Vorderachse des Tatra 11, CS247221XA·1925-02-07).‌
- Patent  US1733688A: Motor vehicle. Angemeldet am 21. Mai 1927, veröffentlicht am 29. Oktober 1929, Erfinder: Hans Ledwinka (Halbachsenkonstrukion zur Hinterachse des Tatra 11, CS1733688XA·1926-06-09).‌
- Patent  US1866656A: Motor vehicle driving device. Angemeldet am 10. Februar 1930, veröffentlicht am 12. Juli 1932, Erfinder: Hans Ledwinka (Chassis mit Zentralrohrrahmen, 4-Zyl.-Reihenmotor und Halbachsenkonstrukion mit Achsuntersetzung DE1866656XA·1929-01-21).‌
- Patent  US1905594A: Power-driven vehicle. Angemeldet am 10. Februar 1930, veröffentlicht am 12. Juli 1932, Erfinder: Hans Ledwinka (Zentralrohrchassis mit motor-elektrischen Hybrid-Antriebsachsen, DE1905594XA·1929-01-23).‌
- Patent  US1906930A: Electrically driven automobile vehicle. Angemeldet am 7. November 1929, veröffentlicht am 2. Mai 1933, Erfinder: Hans Ledwinka (Zentralrohrrahmen-Chassis für 4x6-Fahrzeugtypen mit Elektro-Hybridantrieb an den Hinterachsdifferzialen DE1906930XA·1928-12-31).‌
- Patent  US1905594A: Power-driven vehicle. Angemeldet am 16. Januar 1930, veröffentlicht am 25. April 1933, Erfinder: Hans Ledwinka (Zentralrohrrahmen-Chassis für 4x6-Fahrzeugtypen mit Hybridantrieb an den Hinterachsdifferzialen DE1905594XA·1929-01-23).‌
- Patent  DE636633C: Lagerung eines Antriebsblockes an Kraftfahrzeugen, insbesondere mit einem z. B. rohrfoermigen Mittelrahmen. Angemeldet am 18. Dezember 1932, veröffentlicht am 22. Januar 1937, Anmelder: Ehemalige Ringhoffer-Tatra-Werke AG, Erfinder: Hans Ledwinka (Dämpfungskonstruktion mit Gabelarm zum Tatra 77 und KdF-Wagen, DET0041831D·1932-12-18 Patentrechte für Berlin und BRD vom „Nichtigkeitssenat II.“ ausgesetzt am 9. Juli 1962).‌
- Patent  DE601577C: Fahrgestellrahmen fuer Kraftfahrzeuge. Angemeldet am 23. Mai 1933, veröffentlicht am 18. August 1934, Anmelder: Ehemalige Ringhoffer-Tatra-Werke AG, Erfinder: Hans Ledwinka (Bodengruppe zum Tatra 77 und KdF-Wagen, FR756447TA·1933-06-03).‌
- Patent  DE746715C: Fahrgestell- und/oder Wagenkastenrahmen. Angemeldet am 25. Januar 1934, veröffentlicht am 21. August 1944, Anmelder: Ehemalige Ringhoffer-Tatra-Werke AG, Erfinder: Hans Ledwinka (Fahrzeugchassis, Bodenträger, Karosseriedetails zum Tatra 77 und KdF-Wagen, DET0043500D·1934-01-25).‌
- Patent  DE654273C: Kraftfahrzeug. Angemeldet am 23. Mai 1933, veröffentlicht am 15. Dezember 1937, Anmelder: Tatra AG, Prag, Erfinder: Hans Ledwinka (Erfindung zu Chassis mit Einzelradfederung).‌
- Patent  GB477866A: Improvements in supporting arrangements for the tracks of endless track vehicles. Angemeldet am 12. Januar 1937, veröffentlicht am 7. Januar 1938, Anmelder: Tatra AG, Prag, Erfinder: Hans Ledwinka (Erfindung zu Kettenfahrzeugen).‌
- Patent  US2076653A: Internal combustion engine. Angemeldet am 26. November 1934, veröffentlicht am 13. April 1937, Erfinder: Hans Ledwinka (Erfindung zu Einbau und Betrieb eines luftgekühlten 8-Zyl.-Heckmotors zum Tatra 77, DE2076653XA·1933-09-13).‌
- Patent  US2079218A: Connections of the driving unit to the frame of a motor vehicle. Angemeldet am 26. November 1934, veröffentlicht am 4. Mai 1937, Erfinder: Hans Ledwinka (Chassis-, Achs- und Lüftungskonstruktion mit Zentralrohrrahmen und Heckmotor zum Tatra 77, DE2079218XA·1932-12-17).‌
- Patent  US2064380A: Motor vehicle body. Angemeldet am 14. Oktober 1935, veröffentlicht am 15. Dezember 1936, Erfinder: Hans Ledwinka (Stromlinienkarosserie mit Kühlluftführung für Heckmotor zum Tatra 77, FR2064380XA·1934-10-15).‌
- Patent  US2143889A: Power vehicle. Angemeldet am 26. November 1934, veröffentlicht am 17. Januar 1939, Erfinder: Hans Ledwinka (Kühlluftführung für Heckmotor zum Tatra 97, DE2143889XA·1933-01-16).‌
- Patent  US2090893A: Final drive gear for vehicles. Angemeldet am 7. Juli 1936, veröffentlicht am 24. August 1937, Erfinder: Hans Ledwinka (Mittendifferenzial für Halbachsen an Zentralrohrchassis, CS2090893XA·1935-07-15).‌
- Patent  GB474215A: Improvements in motor vehicles. Angemeldet am 27. April 1937, veröffentlicht am 27. April 1937, Erfinder: Hans Ledwinka (Einzelrad-Blattfederung für 8×8-Fahrzeugtypen, DET0042551D·1933-05-23).‌
- Patent  US2105153A: Motor vehicle chassis. Angemeldet am 6. April 1937, veröffentlicht am 11. Januar 1938, Erfinder: Hans Ledwinka (Zentralrohrrahmen-Chassis mit 4-Zylinder-Boxermotor, Gebläsekühlung und angewinkeltem Kraftfluss CS2105153XA·1936-03-27).‌
- Patent  US2175533A: Air-cooled internal combustion engine. Angemeldet am 14. September 1936, veröffentlicht am 10. Oktober 1939, Erfinder: Hans Ledwinka (4-Zylinder-Boxermotor mit Gebläsekühlung zum KdF-Wagen, CS2175533XA·1935-09-16).‌
- Patent  DE1133257B: Ausbildung des Kraftwagenchassistraegers. Angemeldet am 19. Oktober 1942, veröffentlicht am 12. Juli 1962, Anmelder: Ehemalige Ringhoffer-Tatra-Werke AG, Erfinder: Hans Ledwinka (Bodengruppe zum KdF-Wagen, DER0028461D·1942-10-19).‌
- Patent  DE1224165B: Anordnung bei Einzelradabfederungen fuer Kraftfahrzeuge. Angemeldet am 16. März 1944, veröffentlicht am 1. September 1966, Anmelder: Ehemalige Ringhoffer-Tatra-Werke AG, Erfinder: Hans Ledwinka (Kurbellenkerachse zum KdF-Wagen, DER0042435A·1944-03-16).‌
- Patent  DE1133257B: Motorfahrzeug mit hydraulischer Hubvorrichtung zum Anheben des Fahrgestells bei schwingenden Halbachsen. Angemeldet am 23. April 1964, veröffentlicht am 23. Juli 1970, Erfinder: Hans Ledwinka (eines der letzten Patente von Ledwinka).‌